# Opi (divinità)

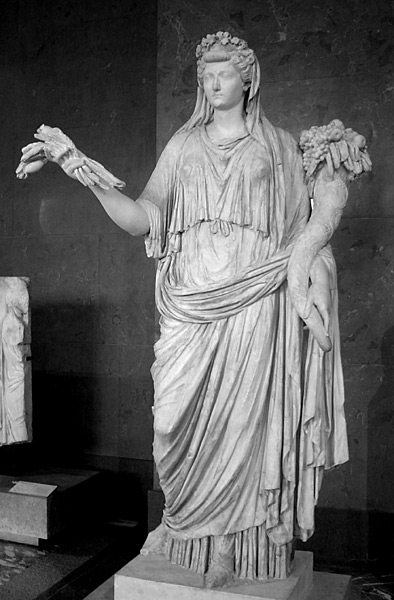
Statua di Livia Drusilla rappresentata come Opi

Opi (in latino Opis od Ops) è una divinità arcaica romana, personificazione della terra, dispensatrice dell'abbondanza agraria e corrispondente alla divinità greca Rea.

## Origini
La tradizione romana le attribuisce origini sabine, in quanto culto introdotto a Roma da Tito Tazio, il re sabino che, secondo la leggenda, avrebbe regnato Roma con Romolo.
A Roma fu associata nel culto a Saturno e a Conso, forse inizialmente sposa di quest'ultimo, da cui la denominazione Consiva.
Nel latino scritto del tempo, al nominativo singolare Ops gli autori classici preferivano Opis.
Secondo Sesto Pompeo Festo:
(Sesto Pompeo Festo, 203:19)
La parola latina ops significa ricchezza, abbondanza, doni, munificenza ed è anche correlata ad opis, la quale significa lavoro, in particolare quello agrario. Tale attività poteva essere intesa come sacra ed infatti era spesso accompagnata da rituali sacri per ottenere il favore delle Divinità ctonie, come Ops, Conso e Dis Pater. Il termine Ops si confronta con il sanscrito ápnas अप्नस् ("beni, proprietà").

## Divinità associate e parzialmente sovrapposte
Opi si distingue non sempre agevolmente da Abbondanza, la quale dispensava ricchezze non solo agrarie, nonché da Annona, in quanto quest'ultima presiedeva esclusivamente ad una stagione, a sua volta distinta da Cerere, dea della fertilità e dei raccolti. Sempre della fertilità, ma anche femminile, era Bona Dea. Tutte e cinque si distinguevano da Tellus, la quale presiedeva tutta la terra, dalle ricchezze agrarie a quelle minerarie ed ai defunti. Tellus aveva un equivalente maschile, Dis Pater o Dite.
All'uomo moderno, Opi, Abbondanza, Annona, Cerere, Bona Dea e Tellus possono essere confuse come sei invocazioni differenti della stessa figura, che successivamente fu identificata con la anatolica Cibele, la gallica Rosmerta, nonché con le greche Demetra e Rea.

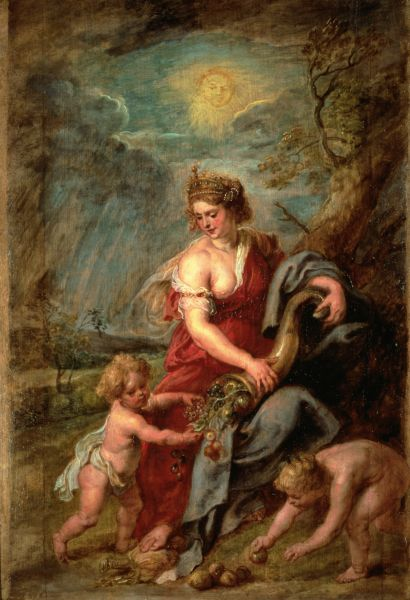
Opi o Abbondanza, non distinguibili in quanto dalla cornucopia fuoriescono solo frutti della terra.
Peter Paul Rubens, 1630 circa, Museo nazionale d'arte occidentale, Tokyo

Tale molteplicità di figure si può in gran parte ricondurre al fatto che il culto romano arcaico, più che essere politeista, credeva a molte essenze di tipo divino: degli esseri invocati i fedeli non conoscevano molto più che il nome, le funzioni e il numen di questi esseri, ossia il loro potere, si manifestava in modi altamente specializzati. Poiché la coltura della terra e la raccolta delle messi occupava un ruolo centrale nella vita di allora, ne consegue l'interesse, la profusione dei riti, dei modi di invocazione e persino il numero delle figure invocate.

## Culto
Le furono dedicati due santuari, uno sul Campidoglio e l'altro nel Foro, e in suo onore si celebravano le feste tradizionali degli Opiconsivia il 25 agosto e degli Opalia il 19 dicembre.
Alla sua protezione era affidato il grano mietuto e riposto nei granai. È raffigurata con una cornucopia, con del grano o con uno scettro.

## Altri significati
Opi era anche una fanciulla iperborea insidiata da Orione; ma forse era soltanto un altro nome di Artemide.

## Divinità romane parzialmente sovrapposte

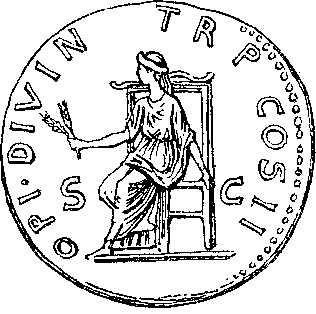
Opi rappresentata su un Denario rappresentata con gli stessi attributi di Cerere, ma distinguibile dalla scritta a lato

- Abbondanza
- Cerere
- Tellus
- Bona Dea
- Annona (solo durante il raccolto)
- Maia (solo durante la primavera)

## Divinità correlate
- Pomona
- Conso
- Saturno
- Dis Pater

## Divinità non romane corrispondenti
- Cibele
- Rosmerta
- Rea
- Demetra

### Fonti primarie
- Tito Livio, Ab urbe condita libri XXIX, 10, 4-11.8; 14, 5-14.
- Lattanzio, Divinae institutiones I, 13, 2-4; 14, 2-5.
- Marco Terenzio Varrone Lucullo, De lingua Latina, V, 57. 64. 74; VI, 21.
- Plinio, Historia Naturalis X, 174.